# Kąt policzkowy
Kąt policzkowy, kąt wibrysalny – element anatomiczny głowy wielu muchówek łękorysych (Cyclorrhapha).
Kąt policzkowy tworzą dolne ramię szwu łukowatego lub listewka twarzowa zbiegające się z listewkami policzkowymi. W kącie tym osadzone są wibrysy. Dochodzić do niego mogą także, zwykle cieńsze i słabsze, szczecinki perystomalne oraz szczecinki twarzowe.